# Wilhelmstraße 54 (Heilbronn)

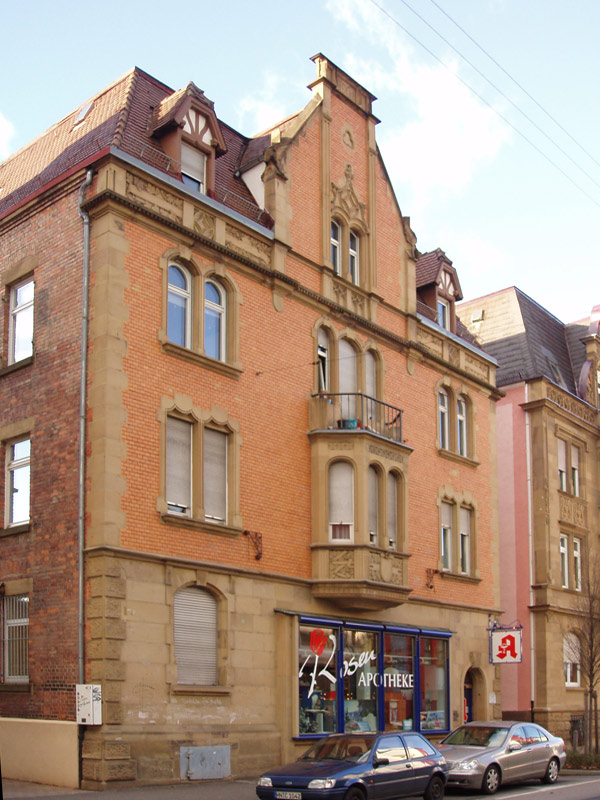
Haus Wilhelmstraße 54 in Heilbronn

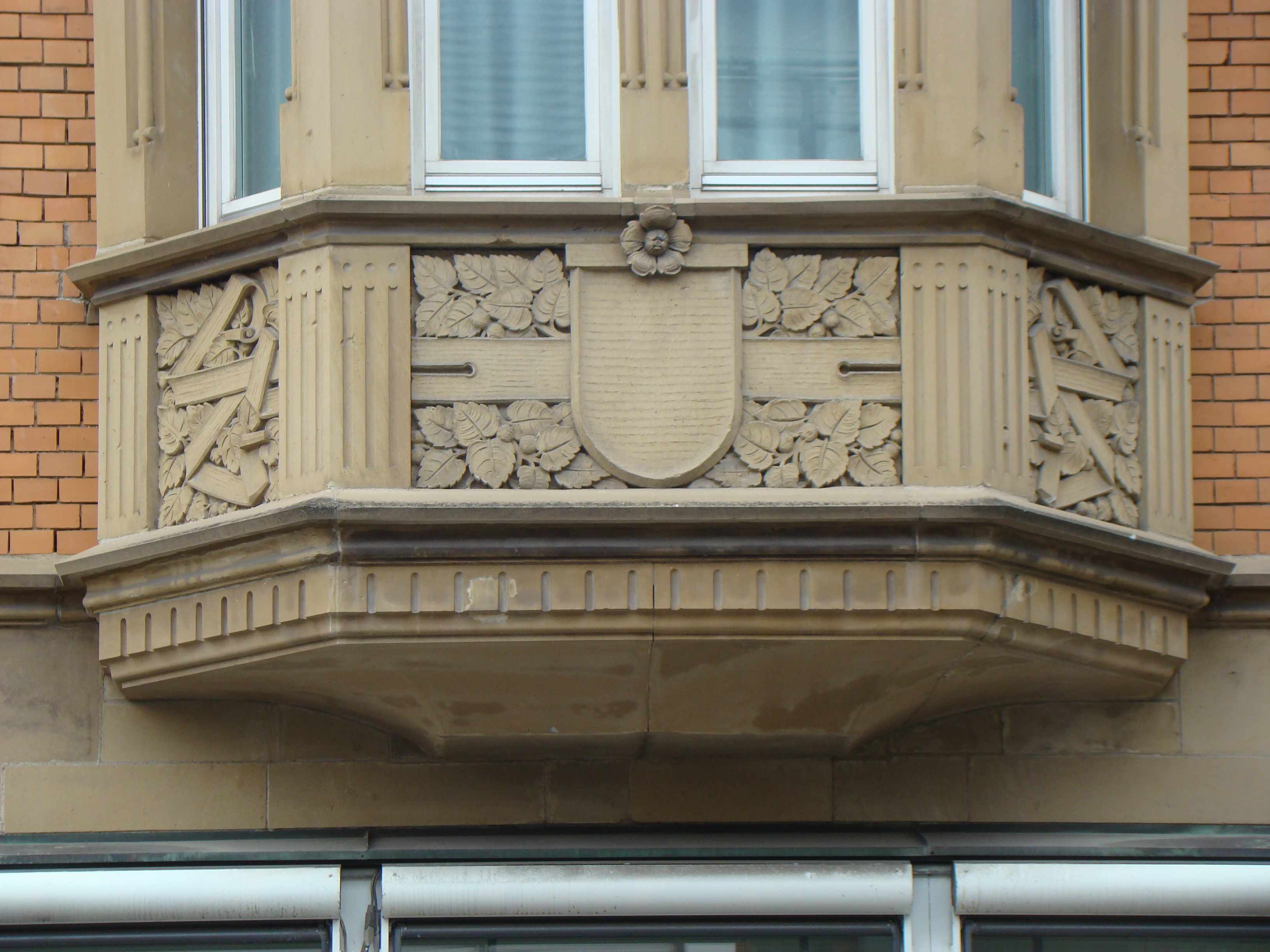
Detail des Bauschmucks am Erker

Das Haus Wilhelmstraße 54 ist ein historisches Gebäude in Heilbronn, das unter Denkmalschutz steht. Vor dem Zweiten Weltkrieg befand sich darin die Papiergroßhandlung der jüdischen Familie Marx, nach dem Zweiten Weltkrieg bezog die Rosenapotheke das Gebäude.

## Lage
Das Gebäude befindet sich an der Wilhelmstraße in Heilbronn, die vom  ehemaligen Stadttor an der Straße nach Flein, dem sogenannten „Fleiner Tor“ zum Heilbronner Rathenauplatz führt. Die Straße geht auf eine historische Hauptverkehrsachse nach Flein, Lauffen und Stuttgart zurück.

## Beschreibung
Das dreigeschossige Gebäude in Sichtmauerwerk wird durch drei Fensterachsen gegliedert, wobei die mittlere Fensterachse besonders betont wird. Dies geschieht durch einen mittigen Zwerchgiebel und einen Erker in der Mitte der Fassade mit darüber befindlichem Balkon in der Beletage im ersten Obergeschoss. Fekete beschreibt das Gebäude weiter:

„ Aufwändige späthistoristische Fassadengestaltung mit mannigfaltig variierten Zwerchgiebel und rapportartig floralen Relieffeldern an Erker und Fensterbekrönungen.“

## Geschichte
Das  Haus wurde in den Jahren 1898 bis 1901 nach Plänen von August Dederer erbaut. Errichten ließ das Gebäude die Mutter des August Dederer, eine Bauunternehmerwitwe.
In der Zeit vor dem Zweiten Weltkrieg war in dem Gebäude die Papiergroßhandlung der jüdischen Unternehmer Berthold (1866–1943) und Ludwig Marx (1897–1943). Ludwig Marx wohnte auch mit seiner Familie in dem Haus. Zur Familie gehörten seine Frau Johanna Marx (1900–1943) und der Sohn Walter Marx (1926–2013). Außerdem waren dort Ludwig Marx’ Schwester Hansi Isaac geb. Marx und ihr Sohn Werner Isaac sowie der Lehrer Curt Flamm gemeldet. Die jüdische Besitzerfamilie wurde während der Judenverfolgung im Dritten Reich drangsaliert und musste das Gebäude 1939 an die Stadt Heilbronn verkaufen. Seniorchef Berthold Marx kam in ein jüdisches Altersheim nach Herrlingen und wurde später im KZ Theresienstadt ermordet. Ludwig und Johanna Marx emigrierten mit Sohn Walter und ihrem Neffen Werner nach Luxemburg, wurden jedoch nach der deutschen Besatzung der Benelux-Länder doch noch in Lager verschleppt. Nur Walter und Werner überlebten. Hansi Isaac war schon längere Zeit der Arbeit wegen nach England emigriert.
Das Gebäude diente nach der Zerstörung der Geschäftsstelle der Kaufmännischen Krankenkasse in der Klarastraße als deren Ausweichquartier. Später bezog die Rosenapotheke, die bei den Luftangriffen auf Heilbronn ebenfalls ihr Gebäude verloren hatte, die Räume in der Wilhelmstraße 54.
1950 befand sich das Gebäude noch im Besitz der Stadt Heilbronn, darin befand sich die Rosenapotheke von Richard Koch, der auch im Haus wohnte. Weitere Bewohner waren der Diplom-Ingenieur Heinz Bode, die Witwe Frida Hart, der Stadtsekretär Willy Helmle und der Architekt Karl Märklin sen. Die Erben der jüdischen Vorbesitzer strebten ein Rückerstattungsverfahren an, dem 1950 stattgegeben wurde, und veräußerten das Gebäude dann an Apotheker Koch. 1961 waren neben der Apotheke und ihrem Inhaber und der Witwe des Architekten Märklin noch der Kranführer Ludwig Sturm und der Schlosser Heinz Höllwarth dort gemeldet. Die Rosenapotheke befindet sich bis heute im Gebäude.

## Kunstgeschichtliche Bedeutung
Das Gebäude ist ein wichtiges Beispiel für den Stil des Späthistorismus und wurde deswegen unter Denkmalschutz gestellt.